# 赫伯特·霍拜因
赫伯特·霍拜因（德語：Herbert Hobein，1906年12月25日—1991年12月16日），德国男子曲棍球运动员，所属俱乐部是ETUF埃森。他曾代表德国参加1928年夏季奥林匹克运动会曲棍球比赛，获得一枚铜牌。